# Je me souviens
Je me souviens è un film del 2009 diretto da André Forcier.
Pellicola sceneggiata da André Forcier in collaborazione con Linda Pinet e prodotta da Les Films du Paria e distribuito da Atopia.
In sala dal 6 marzo 2009 ed in DVD dal 6 ottobre 2009.

## Trama
Nel 1948, ad Abitibi, Canada, un minatore, Richard Bombardier, muore tragicamente nella notte di San Valentino.
L'intero gruppo di minatori crede che la colpevole sia stata la moglie Mathilde, ma non è vero. Per vendicarsi Mathilde seduce Robert Sincennes e Roch Devos, i due leader sindacali della città, sposati con Anita e Marguerite. I pettegolezzi corrono quando Mathilde rimane incinta senza sapere se il padre è Robert o Roch.
Questa vendetta non aiuta affatto quindi Mathilde che si lascia cadere nell'alcool.
Anita inoltre non perdona Robert che si è esiliato nella legione straniera per stare vicino al figlio Louis, il quale sogna di diventare un soldato come il suo eroe d'infanzia Simon il legionario. Robert porta con sé anche l'amico Roch dopo che la moglie Marguerite si getta tra le braccia del boss Iram Walker, per vivere con lui un matrimonio ed una vita senza amore nel lusso e nella decadenza con gli amici artisti di Iram.
Anita vive da sola e lavora come operatrice telefonica notturna per la compagnia telefonica della città, dove segue le conversazioni tra Maurice Duplessis ed il suo consigliere morale il Monsignore Madore.
Liam Hennessy è un politico irlandese in esilio che vende biglietti della lotteria irlandese nel Nord Québec. Il suo miglior acquirente è il padre di Mathilde e per tenerlo d'occhio Leam si stabilisce nel Sullidor dove insegna a Nemesis, la figlia di Mathilde di 9 anni, il Gaelico, l'antica lingua irlandese. Nemesis, che per tutta la sua vita si è rifiutata di parlare, impara ed adotta volentieri questa lingua nativa dell'Irlanda.
Louis, 14 anni nel 1958, narra la storia. Louis, alla morte di Mathilde, porta con sé in Irlanda Nemesis, la sua possibile sorella, e lì s'innamora di Ellen sua coetanea.

## Produzione
Il film ha avuto a disposizione un budget di 1,25 milioni di dollari ed è stato girato tra il settembre 2007 ed il gennaio 2008 nelle seguenti location: Val-d'Or (Abitibi), Manitoba, Irlanda e Montréal.

## Riconoscimenti
Jutra Awards 2010
- Nominata come miglior attrice: Céline Bonnier.
- Nominata come miglior attrice co-protagonista: Hélène Bourgeois-Leclerc.
- Nominati come miglior sceneggiatura: André Forcoer et Linda Pinet.
- Nominato come miglior cinematografo: Daniel Jobin.
- Nominata come miglior montaggio: Linda Pinet.
- Nominato come miglior acconciatore: Martin Rivest